# 福岡京築農業協同組合
福岡京築農業協同組合（ふくおかけいちくのうぎょうきょうどうくみあい、通称：JA福岡京築）は、福岡県豊前市に本店を置く農業協同組合。

## 区域
- 行橋市
- 豊前市
- 京都郡苅田町・みやこ町
- 築上郡吉富町・上毛町・築上町

## 沿革
- 1954年（昭和29年）7月 - 行橋町・行橋の各農協が合併し、行橋町農協が発足[1]。
- 1961年（昭和36年）4月 - 苅田・小波瀬・白川の各農協が合併し、苅田町農協が発足[1]。
- 1962年（昭和37年）
  - 3月 - 諌山・久保・黒田の各農協が合併し、勝山町農協が発足[1]。
  - 同月 - 角田・山田・八屋・大村・宇島・千束・三毛門・黒土・横武・合河・岩屋の各農協が合併し、豊前市農協が発足[1]。
- 1963年（昭和38年）
  - 3月 - 椿市・延永・稗田・今川・行橋（旧行橋町）・今元・泉・仲津の各農協が合併し、行橋市農協が発足[1]。
  - 同月 - 犀川・城井・井良原・帆柱の各農協が合併し、犀川町農協が発足[1]。
  - 同月 - 友枝・唐原の各農協が合併し、大平村農協が発足[1]。
- 1964年（昭和39年）
  - 3月 - 八津田・葛城・西角田・椎田の各農協が合併し、椎田町農協が発足[1]。
  - 同月 - 吉富町・西吉富・南吉富・大平村の各農協が合併し、築上東部農協が発足[1]。
- 1965年（昭和40年）4月 - 豊津・祓郷の各農協が合併し、豊津町農協が発足[1]。
- 1989年（平成元年）4月 - 上城井・下城井・築城の各農協が合併し、築城町農協が発足。
- 1994年（平成6年）4月 - 築城町・椎田町・豊前市・築上東部の各農協が合併し、福岡豊築農協が発足。
- 1998年（平成10年）10月 - 苅田町・豊津町・犀川町・行橋市の各農協が合併し、福岡みやこ農協が発足。
- 2008年（平成20年）4月 - 福岡みやこ農協が福岡勝山農協（旧勝山町農協）を合併。
- 2013年（平成25年）4月 - 福岡みやこ・福岡豊築の各農協が合併し、福岡京築農協が発足[2]。
- 2019年（平成31年・令和元年）
  - 4月 - 農産物直売所「京築恵みの郷ゆくはし店」を開業[3]。今井・延永・今川の各直売所を廃止。
  - 9月 - 支店の統廃合を行い、20支店体制から16支店体制に再編。支店廃止地区の利便性を補うため、移動金融店舗車の運行を開始。[4]
- 2020年（令和2年）
  - 3月 - 支店の統廃合を行い、16支店体制から14支店体制に再編。移動金融店舗車の運行地域を拡大。[5]
  - 5月 - みやこ地区と豊築地区に各1箇所設置していたLPGセンターを1箇所に統合[6]。
  - 9月 - 福祉センターみやこを廃止・閉鎖[7]。
  - 11月 - 福祉センター「さくらんぼ」を廃止。管内の介護事業者に移管。[8]
- 2023年（令和5年）
  - 1月 - 農産物直売所「築城ふれあい市」及び「椎田ふれあい市」を閉店[9]。
  - 3月 - 支店の統廃合を行い、14支店体制から10支店体制に再編。移動金融店舗車の運行地域を拡大。[10]
  - 4月 - 農産物直売所「京築恵みの郷ちくじょう店」を開業[11]。稲光・犀川・勝山・築東の各給油所を廃止[12]。

## 店舗・施設
- 支店 10
- 直売所 7
- アグリセンター 9
- カントリーエレベーター 5
- ライスセンター 5
- 農機センター 4
- 給油所 6
- LPGセンター 1
- 葬祭センター 4